# Donald E. Williams
Pour les articles homonymes, voir Williams et Donald Williams.
Donald Edward Williams est un astronaute américain né le 13 février 1942, et mort le 23 février 2016.

## Vols réalisés
- 12 avril 1985 : STS-51-D, à bord de Discovery
- 18 octobre 1989 : STS-34, à bord d'Atlantis